# 361 (szám)
A 361 (római számmal: CCCLXI) egy természetes szám, négyzetszám és félprím, a 19 négyzete; középpontos háromszögszám.

## A szám a matematikában
A tízes számrendszerbeli 361-es a kettes számrendszerben 101101001 (361 = 1 · 28 + 1 · 26 + 1 · 25 + 1 · 23 + 1 · 20), a nyolcas számrendszerben 551 (361 = 5 · 82 + 5 · 81 + 1 · 80), a tizenhatos számrendszerben 169 (361 = 1 · 162 + 6 · 161 + 9 · 160) alakban írható fel.
A 361 páratlan szám, összetett szám, azon belül négyzetszám és félprím, kanonikus alakban a 192 hatvánnyal, normálalakban a 3,61 · 102 szorzattal írható fel. Három osztója van a természetes számok halmazán, ezek növekvő sorrendben: 1, 19 és 361.
A 361 középpontos háromszögszám, páratlan négyzetszámként középpontos nyolcszögszám. Középpontos tízszögszám.
A 361 az első szám, ami minden nála kisebb számnál több, 25 különböző szám valódiosztó-összegeként áll elő, ezért erősen érinthető szám. (A238895 sorozat az OEIS-ben)
A 361 négyzete 130 321, köbe 47 045 881, négyzetgyöke 19, köbgyöke 7,12037, reciproka 0,0027701. A 361 egység sugarú kör kerülete 2268,2299 egység, területe 409 415,49621 területegység; a 361 egység sugarú gömb térfogata 197 065 325,5 térfogategység.